# 양산 통도사 용화전
양산 통도사 용화전(梁山 通度寺 龍華殿)은 대한민국 경상남도 양산시 하북면 지산리, 통도사에 있는 건축물이다. 
1982년 8월 2일 경상남도의 유형문화재 제204호 통도사 용화전으로 지정되었다가, 2018년 12월 20일 현재의 명칭으로 변경되었다.

## 개요
통도사는 합천 해인사, 승주 송광사와 더불어 우리나라 3대사찰 중 하나로 경내는 크게 상로전, 중로전, 하로전의 3영역으로 나눌 수 있다. 용화전은 중로전에 있는데 고려 공민왕 18년(1369)에 지었으며, 조선시대 영조 1년(1725)에 청성대사가 보수해 현재에 이르고 있다.
앞면 3칸·옆면 3칸으로 지붕 옆모습이 사람 인(人)자 모양인 맞배지붕으로 되어있다. 지붕을 받치기 위하여 장식하여 만든 공포는 기둥 위와 기둥 사이에도 있는 다포계 양식으로 매우 화려하다. 세부장식에는 용무늬를 많이 썼고 건물 앞면 중앙칸에 문짝을 달은 것이 특징이다. 내부에는 약 2m 정도의 미륵불상이 모셔져 있다.
통도사 용화전은 특이하고 화려한 공포구조를 가진 소중한 문화재이다.

## 같이 보기
- 통도사

## 참고 자료
- 양산 통도사 용화전 - 국가유산청 국가유산포털